# Aderus diversimembris
Aderus diversimembris é uma espécie de inseto besouro da família Aderidae. Foi descrita cientificamente por Maurice Pic em 1954.

## Distribuição geográfica
Habita na China.